# العنف على الأكاديميين في عراق ما بعد الغزو
منذ غزو العراق عام 2003 م، تعرض الكثير من الأكاديميين والاعلاميين في العراق إلى الخطف والاغتيال. تتراوح التقديرات لعدد المستهدفين من 300 إلى 1000.

و بعد انطلاق احتجاجات تشرين في العراق لوحظ ارتفاع معدلات الاغتيالات والخطف والتهديد التي ركز عليها الاعلام العراقي وباتت مادة حتى للكوميديا السوداء بين مختلف العراقيين وفي برامج ساخرة داخل وخارج العراق مثل ولاية بطيخ والبشير شو وفيك شو والتي تعرض اغلب كوادرها إلى التهديدات من عناصر تنتمي اما للتيار الصدري أو لمليشيات مدعومة من إيران داخل العراق والتي تتهم بدورها بالوقوف خلف عدد كبير من هذه العمليات.

كما تتهم عدة جهات أخرى بالوقوف وراء هذه العمليات وعلى رأسها الاحتلال والكويت والموساد والبشمركة.